# Galeops
Galeops is een geslacht van uitgestorven therapsiden behorend tot de Anomodontia, een groep van herbivoren uit de Therapsida. De soort leefde tijdens het Laat-Perm in zuidelijk Afrika. 

## Fossiele vondst
Galeops werd in 1912 beschreven door Robert Broom aan de hand van fossiele resten die werden gevonden in de Tapinocephalus Assemblage Zone van de Beaufortgroep, in de Zuid-Afrikaanse provincie West-Kaap. De afzettingen waarin de fossielen gevonden is, dateren uit het Capitanien.

## Kenmerken
Galeops had een schedel van 54 centimeter lang en een kop-romplengte van ongeveer 30 centimeter.

## Verwantschap
Galeops werd aanvankelijk ingedeeld bij de Dromasauria. Later bleek het een zijtak in de evolutie van de Chainosauria te vormen als zustertaxon van de Dicynodontia.